# La ballata del vecchio marinaio
La ballata del vecchio marinaio (The Rime of the Ancient Mariner) è una ballata scritta e ripresa più volte da Samuel Taylor Coleridge e pubblicata nel 1798 nell'introduzione della raccolta romantica Ballate liriche (Lyrical Ballads) di William Wordsworth e dello stesso Coleridge. Nella prima traduzione italiana completa del 1889 è intitolata La leggenda del vecchio marinaro.
La poesia, che parla delle funeste vicende di un marinaio resosi colpevole dell'uccisione di un albatros, conobbe una grandissima popolarità grazie a cui divenne uno dei manifesti della corrente del Romanticismo.

## Trama

### Prima parte
Un vecchio marinaio con la barba grigia incontra tre giovani gentiluomini invitati a una festa nuziale e, con la sua mano scheletrica, ne intrattiene uno col racconto della sua incredibile avventura in mare. Inizialmente riluttante per via del suo aspetto, il giovane viene sedotto dallo sguardo magnetico (in inglese glittering eye, letteralmente «occhio scintillante») del vecchio narratore e ascolta la sua storia.
Il racconto ripercorre, quindi, le vicende della nave del marinaio, che, spinta oltre l'Equatore verso l'Antartide, rimane intrappolata in una tempesta tirannica e terribile e finisce nei pressi del Polo sud. Il ghiaccio impedisce alla nave di muoversi, e i marinai temono per la propria sorte.
Ma, proprio quando ormai disperano, il posarsi di un grande uccello marino, precisamente un albatros, sull'albero della nave riaccende nell'equipaggio la speranza: l'uccello viene accolto come un presagio favorevole dai marinai, che lo rifocillano coi pochi viveri rimasti sulla nave, trattandolo come se fosse una presenza divina. Quest'«uccello pio e di buon augurio» (the pious bird of good omen) sembra, infatti, portatore di una brezza che consente alla nave di liberarsi dalla stretta del ghiaccio e di proseguire il suo corso.
Inaspettatamente, però, il vecchio marinaio uccide l'uccello con un colpo di balestra, forse preso da un comportamento parossistico e violento in conseguenza dello stato di precarietà creatasi. L'autore, tuttavia, non spiega il perché di questo gesto assurdo e gratuito.

### Seconda parte

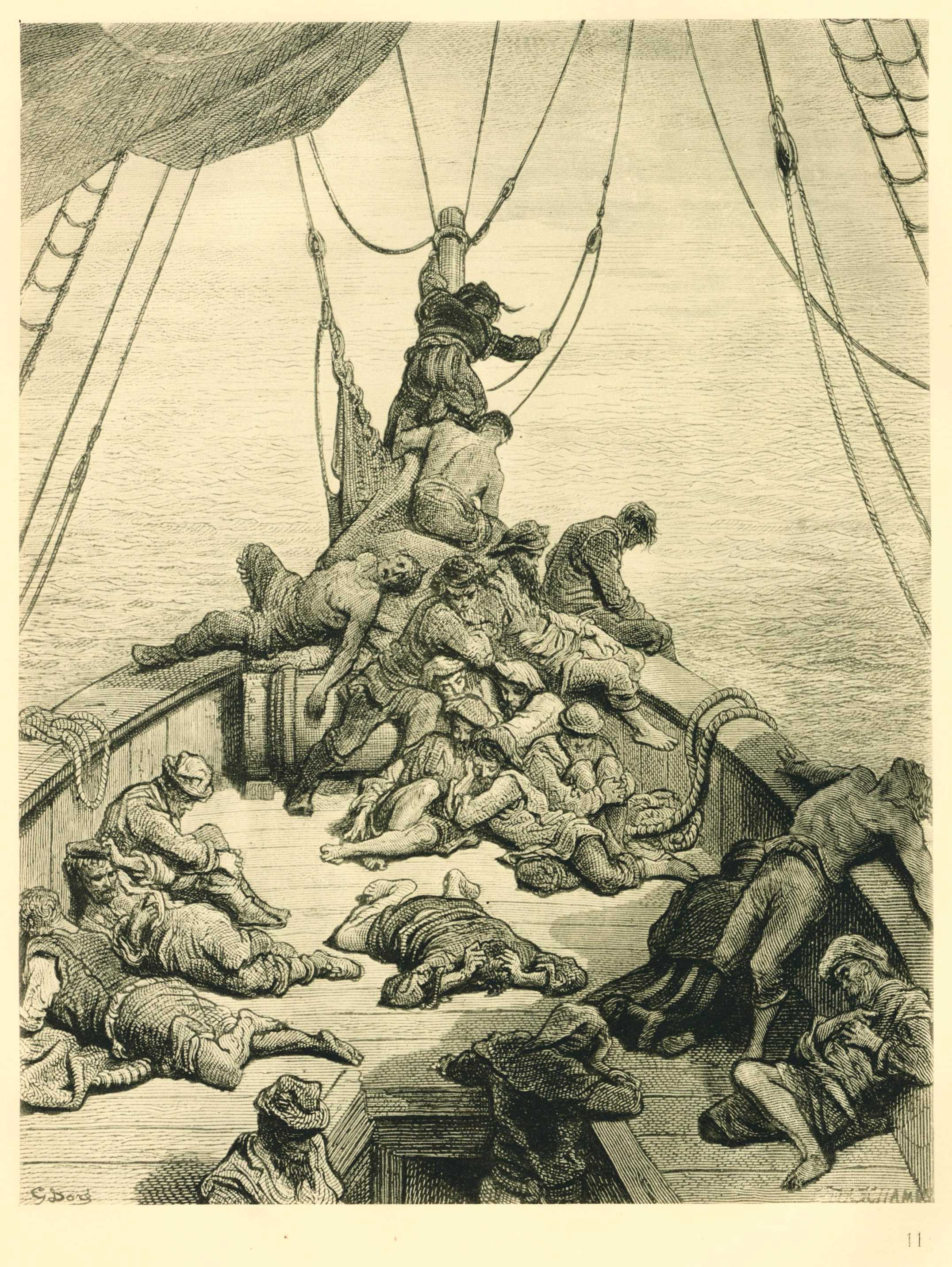
Incisione di Gustave Doré raffigurante la ciurma «inerte come una nave dipinta sopra un oceano dipinto»

L'uccisione dell'albatros suscita grande tormento nell'animo del vecchio marinaio, che, preso dai risentimenti e dai sensi di colpa, si pente di aver compiuto un crimine tanto efferato e infernale. L'equipaggio dapprima rimprovera il marinaio per l'inopportunità del misfatto, ma successivamente approva il crudele gesto, perché coincidente col miglioramento delle condizioni atmosferiche: è questo manifesto assenso a renderli moralmente complici del delitto.
Ben presto, tuttavia, un potente maleficio cade sulla nave, nel frattempo sospinta oltre l'Equatore. Le condizioni atmosferiche precipitano: il veliero venne infatti tenuto fermo da un'improvvisa bonaccia e travagliato da un «soffocante cielo di rame» infuocato dal cocente sole di mezzogiorno e dalle acque ferme e arroventate. Nel mare, intanto, iniziano a verificarsi strani fenomeni e a comparire mostri viscidi brutti e deformi. «Non un alito, non un moto», neanche una goccia d'acqua da bere rallegra la ciurma, che, dapprima consenziente in maniera ambigua, ora incolpa apertamente il marinaio per la disgrazia creatasi, arrivando addirittura ad appendergli simbolicamente sul collo il cadavere dell'albatros abbattuto.

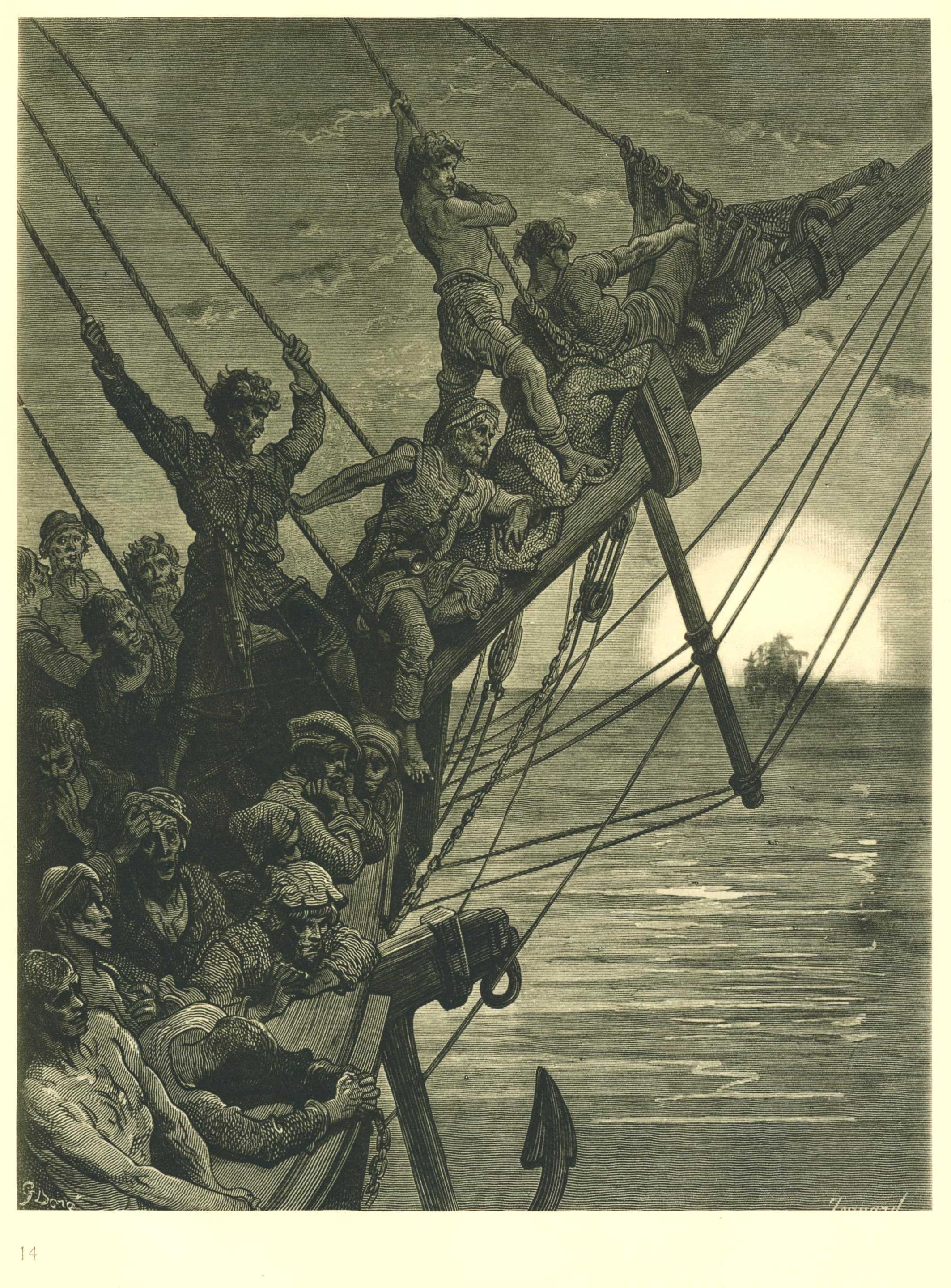
L'avvistamento della nave fantasma ritratto da Gustave Doré

### Terza parte
I marinai, esasperati dalla mancanza d'acqua, con occhio vitreo e intimidatorio guardano il vecchio marinaio, mentre questo volgendo lo sguardo a ponente scorge una nave che si avvicina.
Inizialmente esultanti, i marinai vengono ben presto presi da un vivo sgomento, siccome era impensabile che una nave potesse muoversi senza né vento né corrente. Effettivamente, si tratta di un vascello fantasma: su questa «nuda carcassa di nave» gli unici passeggeri visibili sono uno scheletro e una donna, impegnati in una partita a dadi, Morte (Death) e Vita-in-Morte (Life-in-Death), quest'ultima con gli occhi audaci, le labbra rosse, e i capelli biondi ma con la pelle bianca come la lebbra. I due stanno scommettendo sull'intero equipaggio: la Morte decide la condanna a morte della ciurma, mentre la Vita-in-Morte decide la sopravvivenza del vecchio marinaio.
Scende, così, bruscamente la notte. L'equipaggio, agonizzante, maledice con lo sguardo il marinaio, colpevole della loro sventura e, uno dopo l'altro, in duecento esalano l'ultimo respiro: la maledizione divina si è abbattuta su tutta la ciurma, a eccezione del vecchio marinaio, che essendo stato vinto dalla Vita-in-Morte è l'unico costretto a sopravvivere.

### Quarta parte
Stavolta a parlare è il convitato, impaurito dal pensiero che il marinaio sia uno spirito: «Tu mi spaventi, vecchio Marinaro! La tua scarna mano mi fa paura! Tu sei lungo, magro, bruno come la ruvida sabbia del mare. Ho paura di te, e del tuo occhio brillante, e della tua bruna mano di scheletro ...». Il marinaio rassicura l'interlocutore della sua esistenza corporea e continua a raccontare.
Il vecchio marinaio è «solo, solo, tutto solo, sopra solo l’immenso mare», perseguitato dal ricordo dei compagni morti, dai cui cadaveri sgorga sudore freddo. Attorno a lui vi è solo desolazione: il mare che lo circonda è putrido e orribile, e se alza lo sguardo in preghiera dalle sue labbra non esce che un «sibilo maligno». A questo punto chiude le palpebre, ma le pupille continuano a pulsargli, perché il cielo e il mare opprimono i suoi occhi come macigni, e ai suoi piedi giacciono i corpi morti dei suoi compagni:

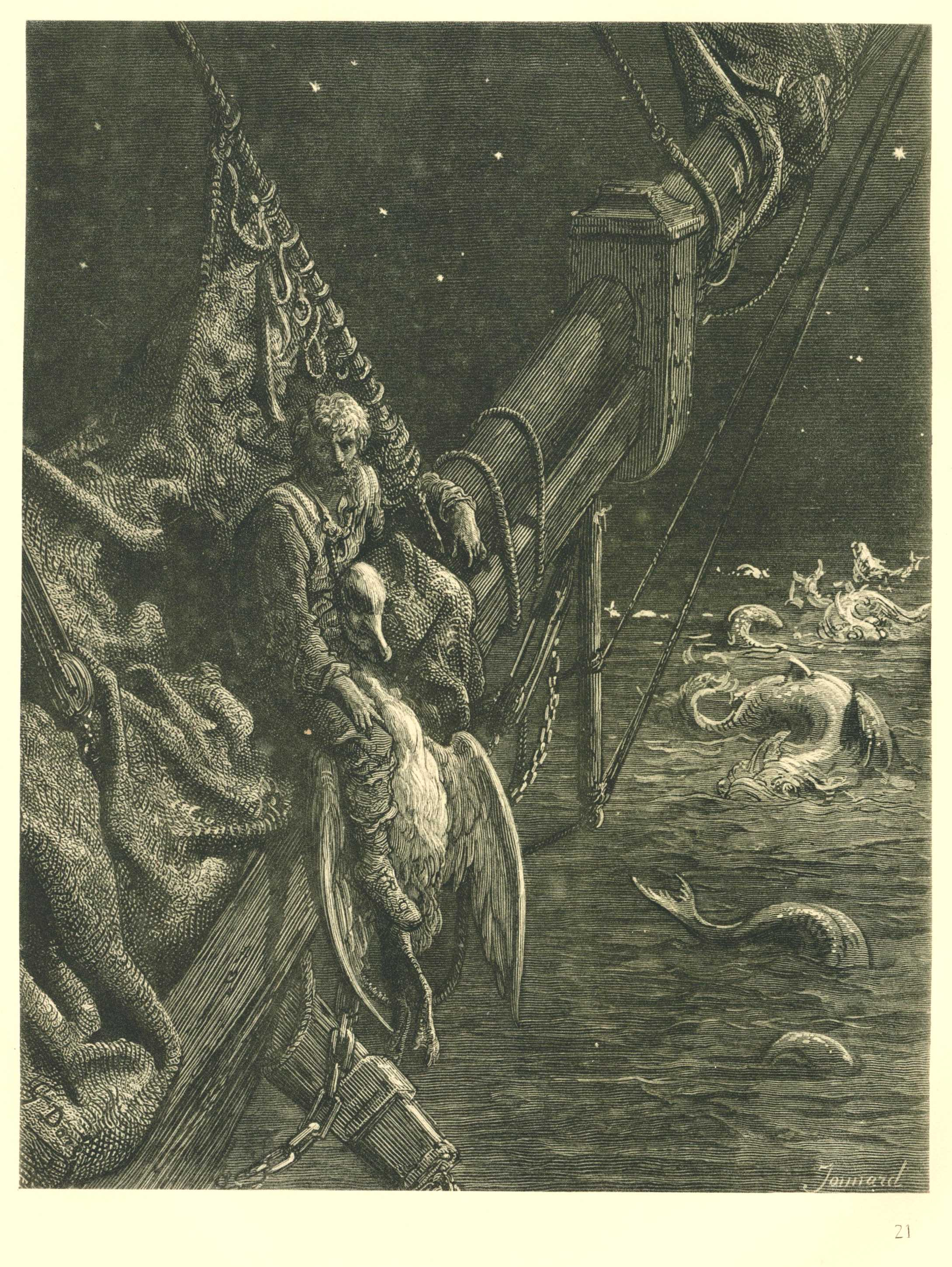
Incisione di Doré raffigurante il marinaio mentre vede i serpenti guizzare nell'oceano

Il vecchio marinaio capisce che la sua punizione era ancora più terribile della morte. Su di lui infatti grava la «maledizione di un orfano» (orphan’s curse), che lo costringe a sette giorni e sette notti di sofferenza e solitudine: è la maledizione della Vita-in-Morte.
Passati sette giorni e sette notti, il vecchio marinaio vede enormi serpenti marini agitarsi nel mare, lasciando dietro di sé scie di luce scintillante. Mentre prima una simile visione non avrebbe fatto che suscitargli ribrezzo, ora l'uomo è affascinato dalle creature e dalla loro livrea (azzurra, verde lucente, e nero velluto), a tal punto da esclamare:
La felicità e la bellezza dei serpenti marini riempie il cuore del marinaio di amore, ed egli nello stesso attimo inconsciamente (unaware) prega. Dio, impietosito da questo gesto d'affetto, interrompe così il malefico incantesimo della Vita-in-Morte: l'albatros si stacca dal collo del marinaio e si inabissa nelle profondità del mare.

### Quinta parte

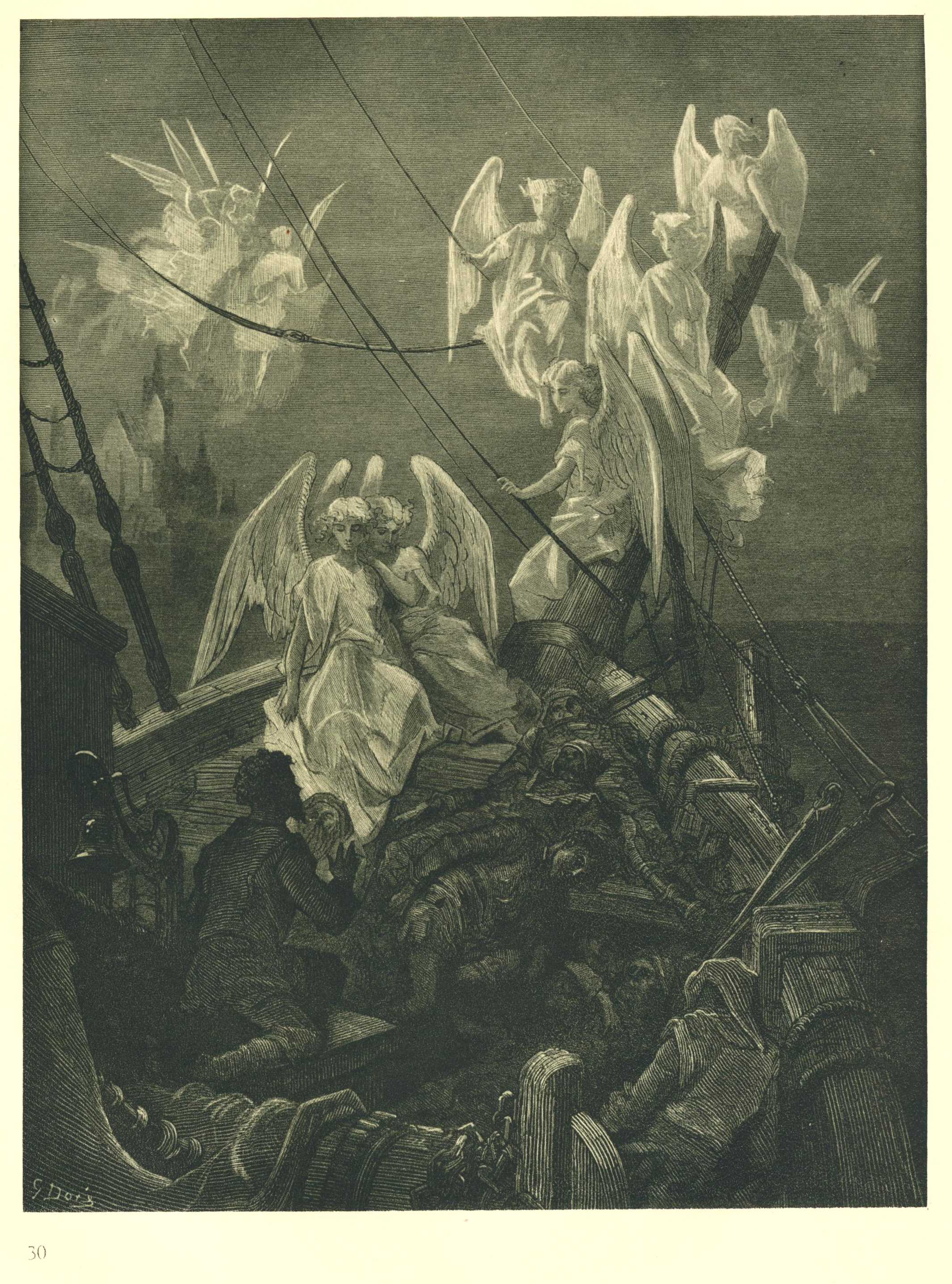
Gli spiriti angelici che rianimano i compagni del vecchio marinaio, in una raffigurazione di Doré

La Santa Vergine nel frattempo invia al marinaio un sonno ristoratore. Egli sogna che i secchi della nave, rimasti inutili per tanto tempo sul ponte, siano colmi di rugiada. In effetti, al risveglio del marinaio sta piovendo: le labbra sono umide di pioggia, i vestiti fradici, e finalmente si può dissetare, rinfrescando la gola sino ad allora arsa dalla sete.
Durante la notte un gruppo di angelici spiriti penetra nei corpi morti dei marinai e ognuno torna a svolgere la propria mansione sulla nave. «Tu mi fai terrore, vecchio Marinaio!» esclama il convitato, prontamente sedato dal vecchio che, dopo avergli detto di calmarsi, prosegue il racconto. All'alba tutte le anime si raccolgono intorno all'albero maestro e intonano al cielo un melodioso canto. Nel frattempo la nave procede sulla rotta, mossa dall'azione dello «spirito dell'Antartide»; quest'ultimo, tuttavia, esige che il marinaio espii totalmente le proprie colpe, e per questo motivo cambia improvvisamente rotta e veleggia verso nord a una velocità che l'essere umano non può sopportare. Il marinaio cade a terra e perde i sensi: non ricorda nulla dello stordimento, se non di aver ascoltato due voci indistinte dire: «È lui l’uomo che con la crudele balestra abbatté l’Albatro innocente?» e «L’uomo ne ha già fatto penitenza, e altra penitenza ha da fare».

### Sesta parte
Nella sesta parte della ballata assistiamo al dialogo tra le due voci sentite dal marinaio, compagni dello Spirito Polare che ha vendicato l'albatro. Le due voci spiegano il moto della nave in assenza del vento: l'aria, chiudendosi dietro la nave, la fa infatti avanzare.

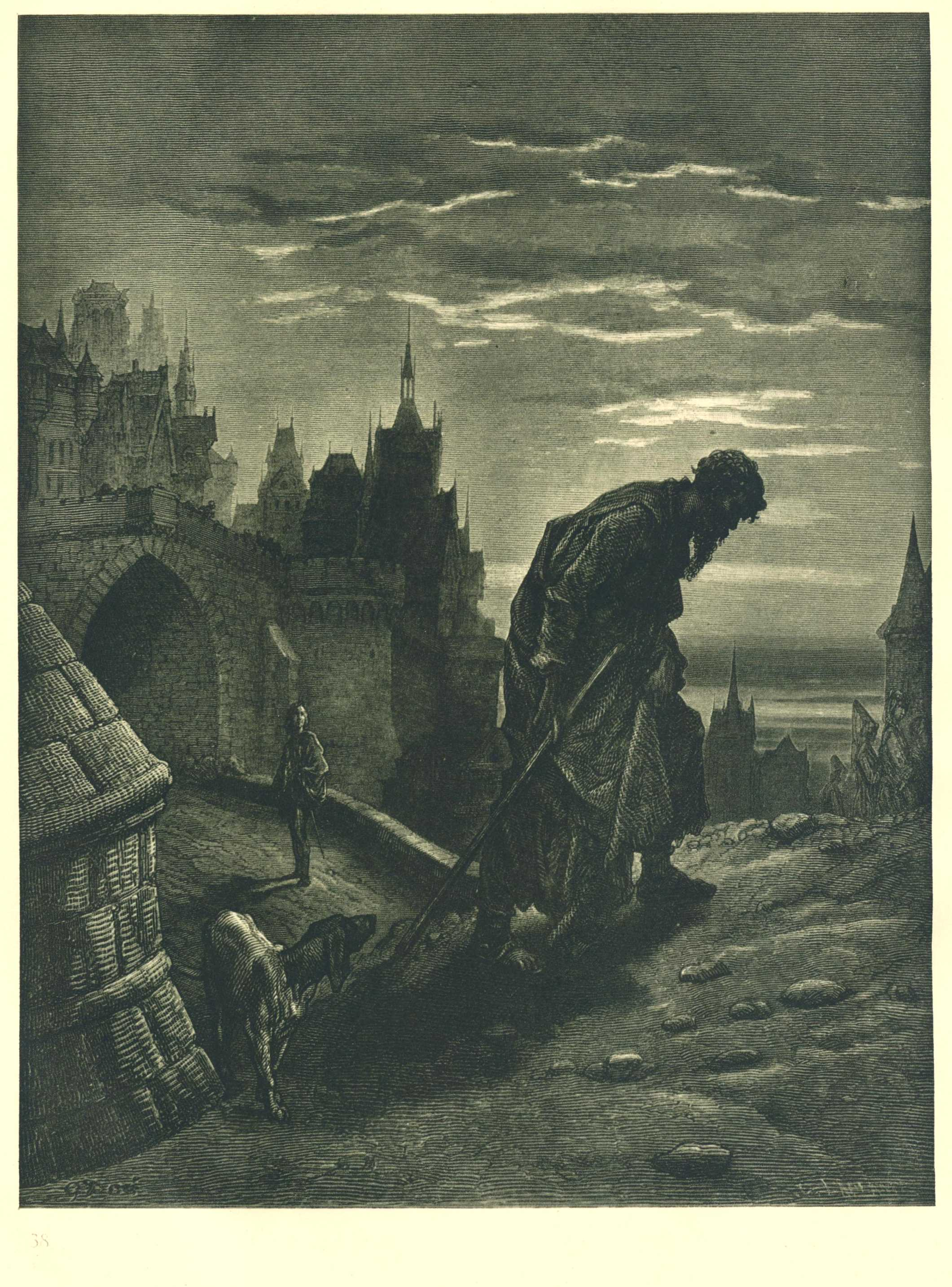
Illustrazione di Doré raffigurante il marinaio che abbandona la festa dopo aver terminato il racconto

Risvegliatosi, il marinaio ricomincia la propria espiazione, stavolta rincuorato da un vento che sente propizio. Ben presto, infatti, il vascello approda nel suo paese natale, in cui egli riconosce la chiesa, la baia, la collina. La sua eccitazione è talmente viva e inaudita da indurlo a pregare che non si tratti di un sogno: «risvegliami, mio Dio, oppure lasciami nel sonno per sempre». Intanto, i corpi dell'equipaggio cessano di essere animati dagli spiriti angelici, e giacciono ora con un angelo accanto; il vecchio marinaio, tuttavia, non è affatto sconvolto, anche perché è tutto preso dall'arrivo di una barca con a bordo un eremita che intona inni sacri, che spera sia in grado di assolverlo dal peccato commesso.

### Settima parte
Il vecchio marinaio viene invitato dall'eremita del bosco ad accostare il suo vascello a questo battello; ma quando la barca si accosta alla scialuppa dell'eremita, affonda repentinamente. Per fortuna, il marinaio si trae in salvo e, ritenendo l'occasione propizia, chiede all'eremita di assolverlo dai suoi peccati, narrandogli prima la sua avventura.
Una volta rivelato il suo vissuto, il marinaio si sente sollevato dall'agonia a cui le vicende l'avevano portato. Raccontare la storia al convitato, infatti, gli aveva suscitato un dolore molto vivo nell'animo; gli rivela, tuttavia, che ogni volta che sente la sua anima travagliata dall'angoscia, è costretto a vagare e narrare la sua avventura, cercando di paese in paese un interlocutore che possa dargli ascolto.
Dopo aver suggerito al convitato di rispettare tutte le creature amate da Dio, il vecchio marinaio lascia la festa. Scomparso il vecchio, il convitato se ne va, sbigottito, svegliandosi il giorno successivo più triste ma più saggio.

## Analisi
Il componimento risponde alla forma metrica della ballata, tipologia poetica d'origine popolare spesso utilizzata per narrare una storia generalmente lunga, e caratterizzata da un ritmo che la rende anche cantabile. Coleridge, infatti, riprende questa forma metrica tradizionale, della quale rispetta l'impostazione dialogica, il carattere magico e soprannaturale, la centralizzazione su un unico personaggio (in questo caso il marinaio), il finale tragico; e ne discosta, tuttavia, concedendo ampi spazi al «sublime» romantico e impiegando un linguaggio evocativo e immaginifico, ricco di arcaismi e non più popolare e semplice come nella ballata medievale.
Per quanto concerne il piano narrativo, la storia è raccontata utilizzando due differenti livelli di narrazione. Il primo è una sorta di cornice, in cui il poeta introduce la storia e presenta i personaggi; il secondo livello è invece composto dal racconto del marinaio, riguardante il suo viaggio in mare.
La Ballata, in ogni caso, si compone di sette parti, ciascuna delle quali è composta prevalentemente da quartine di quattro versi con schema di rime ABCB; il primo e terzo verso sono di otto sillabe, mentre il secondo e il quarto hanno sei sillabe. Il piede utilizzato da Coleridge nella Ballata, inoltre, è quello giambico, formato da due sillabe, la prima non accentata e la seconda accentata. Se ne vede un esempio nella prima strofa del componimento: 
| It is an ancient Mariner and he stoppeth one of three “By thy long grey beard and glittering eye, now wherefore stopp’st thou me?” | 8 sillabe, 4 giambi 6 sillabe, 3 giambi 8 sillabe, 4 giambi 6 sillabe, 3 giambi |

## Significato

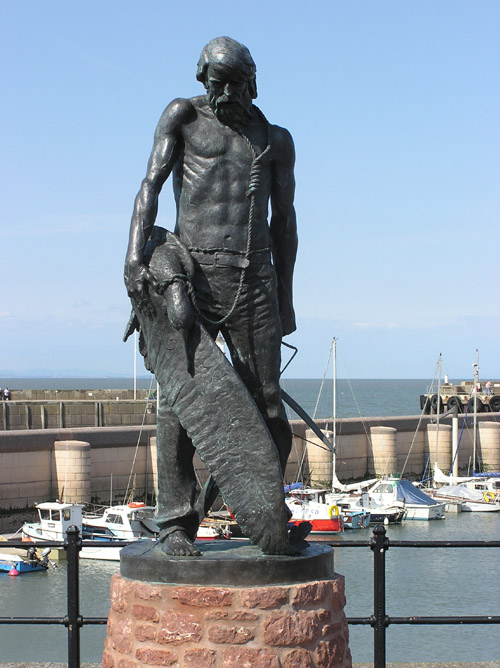
Statua del vecchio marinaio con l'albatro appeso al collo a Watchet, nella regione inglese del Somerset.

In questa poesia Coleridge trasporta il lettore nel mistico mondo del soprannaturale, sapientemente calibrato con il mondo del reale; l'intera Ballata si basa su questa e altre opposizioni, quali quelle tra razionalità e irrazionalità, e tra ragione e immaginazione. In questo modo il componimento, pubblicato nel 1798 insieme alle altre poesie delle Lyrical Ballads, si configura come una miscela perfetta di romanzo gotico, letteratura di viaggio e ballata tradizionale.
La Ballata, infatti, inizia in modo assolutamente realistico, con versi legati specialmente alla percezione visiva; numerose sono le descrizioni, che si concentrano soprattutto sul tempo atmosferico, sulla posizione della nave e sulle terre natali del marinaio. È solo dopo la morte dell'albatro che il poema si carica di elementi magici e soprannaturali, quali:
- l'albatro, uccello sacro in molte religioni, è il simbolo del patto d'amore che lega l'uomo e la natura. Uccidendo il volatile, considerato dai bestiari medievali un essere intoccabile e dai marinai addirittura un simbolo di buon auspicio, il marinaio compie un atto paragonabile alla violazione di un tabù sacro, macchiandosi dell'efferato crimine di aver offeso valori umani come l'amicizia e l'ospitalità: l'albatro rappresenta una vittima innocente ed è paragonato all'uccisione di Cristo in croce. Quando il marinaio lo uccide è come se avesse ucciso la natura;
- la presenza di creature ultraterrene, quali spiriti, mostri marini, angeli;
- lo stesso marinaio, obbligato da una forza misteriosa a raccontare continuamente la sua storia, costringendo gli interlocutori ad ascoltarlo con un occhio scintillante (glittering eye) che esercita un potere quasi ipnotico;
- la nave, animata da forze misteriose che la sospingono verso il Polo Sud.

Con questa ballata suggestiva ed inquietante, dunque, Coleridge intende parlarci della colpa, della sofferenza e della redenzione umana, caricando questi temi di segrete reminiscenze religiose. Secondo diverse interpretazioni, infatti, l'assassinio dell'albatro rappresenta un peccato contro la natura e, pertanto, contro Dio. Per questo motivo il marinaio, divorato dall'angoscia e dalla solitudine, è costretto a scontare le proprie colpe con uno stato temporaneo di espiazione e pena, in rappresentanza del fuoco del Purgatorio. Questa redenzione si conclude nella quarta parte del poema nella quale il marinaio ammira i serpenti marini che circondano la nave in quanto parte della creazione divina; il maleficio così si spezza e l'albatro, prima appeso al suo collo, sprofonda negli abissi.
Su un piano più strettamente letterario, invece, l'albatro allude alla condizione dell'artista e alla creazione poetica, diventando così una metafora assai pregnante che verrà apprezzata anche da Charles Baudelaire, autore per l'appunto della poesia L'Albatros. Oppresso da una deludente realtà, il poeta andrebbe alla ricerca della verità nel suo livello più elevato e intelligibile, sopportando sofferenze ed esperienze fuori dall'ordinario, per poi raggiungere un mondo ideale con il potere dell'immaginazione. Così come il marinaio comprende che il suo destino è quello di raccontare le proprie vicende esistenziali, quindi, l'artista ha il compito di divulgare il proprio sapere.

## Edizioni
The Rime venne rivista più volte da Coleridge. L'edizione a cui si rifanno i traduttori italiani è l'ultima, del 1834.

### Traduzioni italiane
- La leggenda del vecchio marinaio, tradotta in prosa da Enrico Nencioni e illustrata da Gustave Doré, Milano, Tipografia Bernardoni di C. Rebeschini e C., 1889.
- La rima del vecchio marinaro, tradotta da Emilio Teza, Pisa, Tip. Di F. Mariotti, 1890.
- La ballata del vecchio marinaio, in Poesie e prose, a cura di Mario Luzi, Milano, Cederna 1949; poi Milano, Rizzoli, 1973; Milano, BUR, 1985.
- La ballata del vecchio marinaio, traduzione di Beppe Fenoglio, Torino, Einaudi, 1964 [già apparsa in rivista nel 1955].
- La ballata del vecchio marinaio, versione di Alessandro Ceni, Milano, Marcos y Marcos, 1983; poi Milano, Feltrinelli, 1994.
- La ballata del vecchio marinaio, a cura di Franco Buffoni, Milano, Mondadori, 1987, ISBN 88-04-30307-7.
- La ballata del vecchio marinaio, in Poesie, traduzioni di Carlo Cuneo, a cura di Ornella De Zordo, Milano, Mursia, 1989, ISBN 88-425-0007-0.
- La rima del vecchio marinaio; Kubla Khan, traduzione di Giovanni Giudici, a cura di Massimo Bacigalupo, Milano, SE, 1987, ISBN 88-7710-064-8 [la prima, parziale trad. di Giudici apparve in Addio, proibito piangere e altri versi tradotti (1955-1980), Torino, Einaudi, 1982].
- La ballata del vecchio marinaio, a cura di Massimo Giannotta, Roma, Atlantis, 1993, ISBN 88-85145-44-2.
- La ballata del vecchio marinaio, traduzione di Giuliano Acunzoli, Milano, La spiga, 1994, ISBN 88-7100-581-3.
- La ballata del vecchio marinaio e altre poesie, cura e traduzione di Tommaso Pisanti, Roma, Newton Compton, 1995, ISBN 88-7983-997-7.
- La ballata del vecchio marinaio, a cura di Maria Sebregondi, Milano, Archinto, 2002, ISBN 88-7768-324-4.
- La ballata del vecchio marinaio, traduzione e commento a cura di Lucia Anessi, Milano, Mursia, 2005, ISBN 88-425-3347-5.
- La ballata dell'antico marinaio, traduzione di Piero Malvano, Torino, Edizioni Angolo Manzoni, 2008, ISBN 978-88-6204-031-0.
- La ballata del vecchio marinaio, a cura di Giuseppe Leone, Firenze, Clinamen, 2010, ISBN 978-88-8410-165-5.
- La ballata del vecchio marinaio, traduzione di Giulio Viano, Faloppio, LietoColle, 2015, ISBN 978-88-7848-917-2.
- La ballata del vecchio marinaio, a cura di Franco Venturi, Milano, La Vita felice, 2016, ISBN 978-88-93460-50-7.
- La ballata del vecchio marinaio, a cura di Rocco Coronato, Venezia, Marsilio, 2018, ISBN 978-88-317-4989-3.